# Ai no Kusabi
Ai no Kusabi (lit.: 'A Distância que Separa'; Japonês: 間の楔; Inglês 'The Space Between') é uma novel ou romance Japonês de ficção científica escrito por Rieko Yoshihara. Foi originalmente publicada entre Dezembro de 1986 e Outubro de 1987 ao longo de seis volumes na revista yaoi Shousetsu June, posteriormente passando por diversos relançamentos em diferentes formatos, até ser lançado em uma edição licenciada de 8 volumes em Língua Inglesa pela Digital Manga Publishing entre os anos de 2001 e 2010. 
O conto futurista é ambientado em um planeta controlado por um supercomputador que criou uma sociedade onde cores de cabelo são usadas para determinar a posição social e setor de controle dos membros de sua Elite. Iason Mink, membro da classe mais alta dessa estrutura, os 'Loiros' (Inglês: Blondie), flagra Riki, um mestiço de cabelo preto de Ceres, em uma tentativa de furto, a qual ele deixa Riki partir sem punição. A história narra, não cronologicamente, os acontecimentos após este encontro inicial que levam Iason à decisão de tomar Riki como seu "Mascote", mas também explora temas como exclusão social e sistema de castas conforme os segredos do misterioso planeta Amoï e sua fundação são revelados.
O romance foi parcialmente adaptado em dois episódios de animação original de video (OVA), pela Anime International Company (AIC), com o primeiro episódio sendo lançado em Agosto de 1992 e o segundo em Maio do 1994.
Em novembro de 1993, um áudio drama intitulado "Dark Erogenous" foi lançado, focando um período da história não explorado nas novels originais. Outros três áudios dramas que cobrem partes da novel não abordadas no OVA foram lançados entre 2007 e 2008.
Uma nova adaptação OVA com doze episódios, também da AIC, estava programada para começar a ser lançada no Japão na Primavera de 2010, mas foi cancelada por razões financeiras. O projeto foi retomado e lançado em 18 de Janeiro de 2012, no entanto, a série foi novamente interrompida após o lançamento de quatro episódios.

## História
A história de Ai no Kusabi se localiza em Amoï, um planeta tomado e regido por um supercomputador chamado Lambda 3000, também referido como Júpiter, que introduziu uma série de estritas regras sociais, entre elas, a obrigatoriedade do uso de um chip de controle e identificação chamado PAM.
O planeta é Amoï tem Tanagura como sua capital e esta é ocupada pelos Elite, seres da alta sociedade que administram diferentes setores da sociedade e são geneticamente modificados por Júpiter. Midas, a cidade-satélite do prazer, está localizada ao redor das muralhas de Tanagura e é dividida em 8 distritos oficiais, sendo habitada ocupada por cidadãos ricos e turistas atraídos pela variedade de prazeres livremente oferecidos pelo local. Amoï tem outras cidades-estado independentes
Além dos 8 distritos oficiais de Midas, há também áreas não disponíveis em mapas e socialmente inacessíveis como ‘Neal Darts’, ‘Guardian’, ‘Dana Burn’ e o distrito 9 ‘Ceres’.  Ceres é um gueto independente produto de uma revolução à dominação de Júpiter. Sua população é predominantemente masculina, devido intervenções genéticas feitas por Guardian, e eles vivem em estado de grande pobreza, portanto, são frequentemente chamados de Mestiços (Inglês: ‘Mongrels’) e desprezados pelos cidadãos de Midas e os Elites de Tanagura. 
Riki é um mestiço de personalidade marcante que, durante uma tentativa de furto de ‘cash cards’ (no OVA original, ele sofre um ataque por cidadãos de Midas), foi pego pelo Loiro Iason Mink, que, apesar de ser a maior autoridade no planeta abaixo apenas de Júpiter, não o puniu. Como compensação pelo favor, Riki oferece pagar de volta seu próprio corpo, o que intrigou Iason o bastante para ele, depois de compartilharem uma noite juntos, arquitetar uma série de eventos que leva Riki a, forçadamente, se tornar seu ‘Mascote’ (Inglês: ‘Pet’), que são pré-adolescentes fabricados para o uso da Elite como adereços de ostentação e voyerismo/exibicionismo de atividades sexuais. 
A história se desenrola com a exploração de eventos sociais ocorridos ao longo do desenvolvimento do planeta e desmitificação dos segredos por das instituições que controlam a sociedade através do progresso das fases da relação romântica de Riki e Iason, que enfrentam as limitações de suas próprias posições sociais, o controle rígido de Júpiter e suas regras vigentes, além do impacto que essa união causa em seus círculos sociais de amigos e ex-amantes. 

## Terminologia

### Amoï

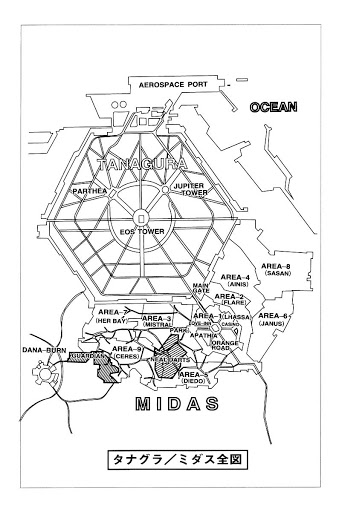
Mapa de Amoï: Tanagura e a cidade de Midas

Amoï é o décimo segundo planeta do sistema estelar Garan e, uma vez, já fora um planeta pequeno e árido. Amoï foi colonizada pela primeira vez por um grupo de cientistas que buscava tornar uma sociedade metropolitana livre de pressões políticas e tabus religiosos. Eles criaram Tanagura como sua cidade central e fizeram o supercomputador chamado Lambda 3000, ou apenas "Júpiter". Eventualmente, Júpiter desenvolveu uma consciência própria e tomou o poder sobre Tanagura. Com o tempo, Amoï construiu a cidade de Midas ao lado de Tanagura e desenvolveu muitas cidades-estados independentes, com Tanagura como a capital governada do planeta.
Como forma de manter o poder, Júpiter criou diversos sistemas de controle em Amoï. Um deles é o "Personal Access Memory" (PAM) (lit.: 'Memória de Acesso Pessoal'), um biochip de 5 milímetros embutido ao lóbulo da orelha, homens da esquerda, mulheres na direita.  
Os dispositivos guardavam informações do DNA do usuário e continham um vírus personalizado que executava qualquer pessoa que tentasse sair dos territórios determinados de acordo sua classe ou posição social em um rígido sistema chamado “Zein”. 

### Tanagura
Tanagura é a cidade metálica sob o controle direto e completo de Júpiter que serve como capital de Amoï. Seu território é dividida em três partes.

#### Torre Júpiter (Inglês: 'Jupiter Tower')
A Torre Júpiter é onde o mainframe do supercomputador Júpiter está localizado, e onde os Blondies vão para se comunicar diretamente com seu criador; sendo os únicos com acesso permitido.

#### Pártia (Inglês: 'Parthia/Parthea')
Pártia é uma seção em Tanagura que possui edifícios administrativos e onde recepções impressionantes e conferências governamentais são realizadas. Na chancelaria da Pártia, dignitários e diplomatas se misturaram em um sarau noturno ... uma homenagem ao incrível poder exercido por esses participantes de toda a galáxia. O ou a Blondie Aisha Rosen é conhecido(a) por ter um grande domínio em Pártia.

#### Torre Eos (Inglês: 'Eos Tower')
A Torre Eos, um palácio residencial para a Elite que administra Tanagura, juntamente a mais duas diferentes espécies:

##### Mascotes (Inglês: 'Pets')
Os objetos chamados de Mascotes eram, mais especificamente, bonecos produzidos em criadouros licenciados, com o objetivo de fornecer brinquedos domesticados à clientela. Os bonecos, em sua maioria, eram geneticamente idênticos aos humanos, mas eram e continuaram sendo brinquedos manufaturados, a exceção era os modelos experimentais como as “Sereias”, que era modelos metade humanos, metade chimera, criados com propósitos militares. Como prova de sua origem, cada corpo tinha um número de série de fabricação inscrito na sola do pé, e todos os seus registros eram gerenciados e mantidos pelo criadouro.  
A maioria dos Mascotes não possuíam inteligência necessária nem para realizar tarefas diárias comuns, e a vida útil desses itens se resumia em três atos: O início da puberdade, o fim da virgindade e o acasalamento. Após a passagem dessas fases, os Mascotes normalmente eram dispensados, sendo enviados para casas noturnas ou para fazer trabalhos manuais baixos.    

##### Mobílias (Inglês: 'Forniture')
Jovens escravos designados para atender aos cuidados pessoais ‘Mascotes’, como alimentação, higiene e mediar o contato destes com a tecnologia existente na Torre. As Mobílias eram desprovidas de toda dignidade humana, sendo vistos apenas como eletrodomésticos orgânicos de luxo. Eram escolhidos por físicos que combinavam com a decoração e inteligência suficiente para que pudessem interagir com os equipamentos eletrônicos mais recentes.
Alerta de Spoiler: No desenvolver da história, Riki descobre o principal segredo de Tanagura: que todas as Mobílias eram mestiços do gueto de Ceres, sendo selecionados e fornecidos por “Guardião”.

##### Elite
É a classe dominante de Amoi, os seres mais poderosos, ricos e privilegiados do planeta. São seres autoconscientes semelhantes a androides criados por Júpiter através de biotecnologia e nanotecnologia artificiais, fazendo com que seus com corpos artificiais sejam fisicamente superiores, com capacidades como alterar suas proporções e cor. Entretanto, eles ainda possuem cérebros humanos – mesmo que alterados para serem super evoluídos.
A Elite é de Tanagura é dividida em seis diferentes níveis hierárquicos, os quais são diferenciados de acordo com o sistema de Casta ‘NORAM’, que determina as posições dos indivíduos através da cor de seus cabelos.
• Loiros (Inglês: 'Blondies'): A 'elite da Elite', criados  para serem o pináculo da beleza, força e intelecto humanos, sempre imortais. Possuíam vários tons de cabelo loiro que iam do dourado ao cinza, proporções equilibradas, comportamentos perceptivos, mais de 300 cérebros de QI e corpos reprodutivamente estéreis projetados.
Existem apenas treze Blondies, que residem no Nível Apex da Torre Eos e eram os únicos com autoridade para se comunicar diretamente com Júpiter: Aisha Rosen, overlord of Tanagura; Gideon Lagat, in charge of Midas; Gilbert/Silbert Domina, in charge os espionage; Griffith Wallace; Haynes Salas, Hubert Boma, Iason Mink, chefe de informação, presidente do sindicato que governa o submundo; Leon Clare; Marcus Jayd; Orphe Zavi, diretor de operações de Eos; Raoul Am/Hamm, Um dos especialistas em biotecnologia de Tanagura; Ruphias Dean; e Zeke Bell.
• Platinados (Inglês: 'Platina'): Aqueles em várias posições de alta liderança, as elites de cabelos prateados trabalham diretamente sob os Loiros e têm todas as outras elites como seus subordinados.

## Personagens
- Riki ("Riki The Dark") - Um mongrel de cabelo preto, líder da guangue Bison da cidade de Ceres, mascote de Iason.
- Iason Mink - Um Loiro, presidente do Sindicato e o favorito de Júpiter. Reivindicou Riki como seu mascote.
- Guy Um parceiro de Riki e membro da Bison.
- Katze - Antiga mobília de Iason. Está envolvido no black market. É um gênio de computador. Certa vez quase descobriu o que é chamado de 'Segredo de Tanagura', sendo pego no ato por Iason e descobre uma cicatriz na bochecha que ele mantém escondida com os cabelos pela maior parte do tempo.
- Júpiter - A inteligência artificial que rege Amoi e coloca suas crianças andróides Loiras no topo da sociedade.
- Raoul Am - Um Loiro e o segundo no comando de Tanagura. Amigo de Iason Mink e a voz da razão.
- Mimea - Mascote feminino de Raoul Am. Ela desenvolve interesse pelas maneira incomuns de Riki, apaixonando-se por ele. Para Riki ela é um pouquinho mais do que uma maneira de testar os sentimentos de Iason.
- Kirie - Uma vez o membro mais jovem da Bison. Ele é fisgado por acordos lucrativos por Katze como parte do esquema de Iason para trazer de volta Riki.
- Enif - Um mascote de alta classe que costumava desdenhar de Riki, mas depois de descartado é usado como trabalhador barato em contraste com o tratamento benevolente recebido por Riki, que curte sua liberdade.

## Mídia
Foram feitos novas ovas em 2012.